# Закатальский заповедник
Закатальский заповедник — заповедник в Азербайджане, образованный в 1929 на территории Азербайджанской ССР (в современных границах с 1961) путём объединения Белоканского и Кахето-Мацехского заповедников для охраны горно-лесных ландшафтов, сохранения субальпийских растений, природных комплексов альпийских и нивалских поясов. Расположен на южных склонах Главного Кавказского хребта. Площадь — 25 200 га, в том числе леса занимают 15 772 га, луга — 5830 га. Включает три участка: Белоканский, Джарский и Катехский. Рельеф резко пересечённый.

## Флора и фауна
В заповеднике произрастает более 800 видов растений.
У нижней границы леса (до 1200 м) растут дуб иберийский, граб, клёны и др. породы, образующие смешанные леса. В подлеске — лещина,боярышник, кизил, чубушник, рододендрон жёлтый, мушмула и др.
В среднем лесном поясе (1200—1800 м) — девственные леса (более 75 % лесной площади заповедника) из бука восточного, средний возраст деревьев — 150 лет. По долинам рек растёт ольха чёрная, на верхних террасах — многовековые липы, грецкий орех, хурма, медвежий орех, дикая черешня.
На увлажнённых участках верхнего лесного пояса (до 2000 м) развиваются кленовые или смешанные (граб, бук, рябина, явор, берёза пушистая) леса, которые сменяют высокогорные дубравы, берёзовое редколесье и заросли рододендрона кавказского. Здесь же встречаются небольшие участки сосны крючковатой, тисса, можжевельника.
В субальпийском поясе склоны гор покрыты высокотравными лугами, используемыми как пастбища дагестанскими турами, благородными оленями и сернами. С высоты 2400 м простираются плотнодёрновые альпийские луга.
В заповеднике обитают 37 видов млекопитающих (олени, кабаны, бурые медведи, куницы, барсуки, лесные коты, рыси), 8 видов амфибий, 12 видов рептилий, 104 вида птиц.